# Enok
Enok (hebraisk – indviet), søn af Jared, er en gammeltestamentlig skikkelse, der ifølge Første Mosebog var det syvende slægtsled efter Adam og som vandrede med Gud. Efter at han havde levet 365 år tog Gud ham til sig, altså sandsynligvis fór han til himmels, blev bortrykket uden nogensinde at dø. I Det Nye Testamente skrives der om ham, både i Hebræerbrevet og Judasbrevet, hvor han bliver et eksempel for de kristne på en som havde en stærk tro, og som belønning ikke skulle se døden (Hebr 11,5). Første Mosebog beretter at "Enok vandrede med Gud, og var ej mere, thi Gud tog ham til sig."
I den senere jødedom var der meget opmærksomhed på denne bi-person, og der blev skrevet en række skrifter i hans navn, hvoraf et af de væsentligste er Første Enoksbog. Derudover "Bogen om Enoks hemmeligheder" også kaldet Anden Enoksbog og "Den hebraiske Enoksbog" også kaldet Tredje Enoksbog. Ligeledes citeres i Barnabasbrevet 4,3 endnu en bog af Enok, der nu er gået tabt.
Enok nævnes meget kort i Bibelen. Den første gang er i Første Mosebog 5,21-24: «… Efter at Enok havde fået Metusalem, vandrede han i 300 år med Gud og fik sønner og døtre. Enok levede i alt 365 år. Han vandrede med Gud. Så var han der ikke mere, for Gud havde taget ham bort.»

Og så i Hebræerne 11,5 bliver han igen nævnt blandt troens helte, og det der bliver sagt om ham har stor betydning: «I tro blev Enok taget bort, for at han ikke skulle se døden, og han var der ikke mere, for Gud havde taget ham bort; for det er bevidnet, at før han blev taget bort, havde han behaget Gud.»